# Schlafmaske

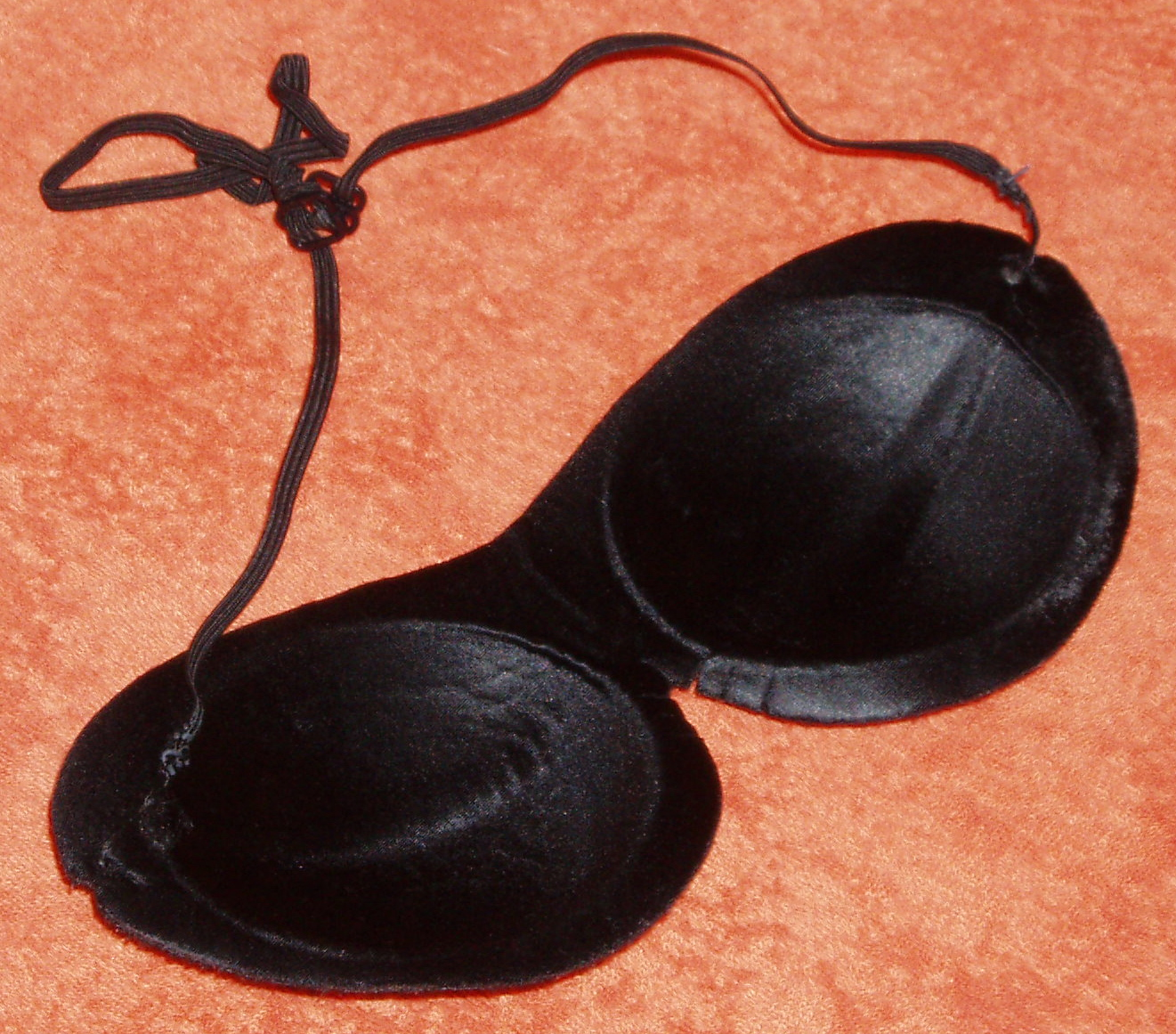
Eine Schlafmaske

Eine Schlafmaske (auch Schlafbrille oder Nachtmaske) ist eine Maske, die der Abschirmung der Augen vor Lichtquellen dient und damit zu einer besseren Schlafhygiene beitragen kann. Verwendung finden sie daher bei Personen, die durch Lichteinfälle im Schlaf gestört werden; aber auch bei Reisenden im Zug oder Flugzeug etwa aufgrund der Jet-Lag-Problematik sind sie verbreitet und werden zum Teil kostenlos angeboten.
Schlafmasken bestehen meist aus lichtundurchlässigem Stoff, aber auch aus Neopren, bedecken großzügig die Augenpartie und werden mit einem elastischen Band hinter Kopf oder Ohren befestigt. Der innere Stoff ist meist schwarz, die Außengestalt vielfältig. Zum Teil werden sie mit Kühlkissen angeboten.
In der Augenheilkunde wird bei einem morgendlichen Lidödem neben anderen symptomatischen Behandlungen eine Schlafbrille als therapeutische Maßnahme zur leichten Kompression empfohlen.
In der darstellenden Kunst werden Schlafbrillen vereinzelt auch in der Kunst etwa beim Hörtheater oder sogenannten Schlafkonzerten eingesetzt.
Medizinisch dienen sogenannte Nasen- oder Atemmasken, umgangssprachlich häufig Schlafmasken genannt, der Sauerstoffzufuhr in der Behandlung des Schlafapnoe-Syndroms.
Schlafmasken können auch zum spielerischen, experimentellen Ausblenden des Sehens bei einer oder mehreren Personen dienen. Das Kinderspiel Blinde Kuh, Spiele um Wahrnehmung, Orientierung, Gleichgewicht und Vertrauen, auch mit erotischen Konnex, können mit abgeblendeten Augen durchgeführt werden. So kann etwa ein Sehender mit Worten und/oder Führen mit der Hand einen „Nichtsehenden“ über gröbere Hindernisse in einem Wald führen. Konturierte und gepolsterte Schlafmasken decken den Sehsinn besser ab als ein über die Augen gebundener Tuchstreifen, da dieser beim Blick hinunter zum Boden mitunter einen kleinen Spalt Sicht frei lässt. Diese Restsicht auf den Boden kann allerdings Ängstliche ermutigen mitzumachen oder kann als Sicherheitsfaktor gesehen werden.